# Dos Ríos de San Antonio
Dos Ríos de San Antonio är en ort i Mexiko.   Den ligger i kommunen Pueblo Nuevo och delstaten Guanajuato, i den centrala delen av landet, 270 km nordväst om huvudstaden Mexico City. Dos Ríos de San Antonio ligger 1 715 meter över havet och antalet invånare är 302.
Terrängen runt Dos Ríos de San Antonio är en högslätt. Runt Dos Ríos de San Antonio är det ganska tätbefolkat, med 199 invånare per kvadratkilometer. Närmaste större samhälle är Irapuato, 13,2 km norr om Dos Ríos de San Antonio. Trakten runt Dos Ríos de San Antonio består till största delen av jordbruksmark.